# آرتگا اتومبیل
آرتگا اتومبیل (انگلیسی: Artega Automobile) شرکت خودروسازی آلمانی است، که در سال ۲۰۰۶ تأسیس شد.